# パラメタジオン
パラメタジオン(Paramethadione)は、イリノイ州の製薬会社アボット・ラボラトリーズ（2013年1月1日以降はアッヴィ）が開発したオキサゾリジンジオン系の抗てんかん薬である。商標名はパラジオン(Paradione)。1949年に欠神発作の治療のためにアメリカ食品医薬品局(FDA)に承認された。
1960年時点で、1日分900mgの年間薬価は約66ドルであった。これは、2007年の物価にすると約462ドルである。

## 作用機構
パラメタジオンは、欠神発作中の脳波で見られる棘徐波発射の根底にあると言われている視床ニューロンにおけるT型カルシウム電流を減少させるように作用する
。

## 副作用
パラメタジオンは、鎮静化、光過敏、胃腸障害、浮腫、腎症、好中球減少、重症筋無力症様症状、致死性再生不良性貧血、胎児トリメタジオン症候群として知られる先天異常等の副作用がある。

## 歴史等

### FDAの承認
パラメタジオン（商標名パラジオン）は、欠神発作の第二選択治療薬として、1949年にFDAに承認された。1994年には、胎児トリメタジオン症候群等の安全性と効果への懸念から製造が中止された。

### 特許
1949年にアボット・ラボラトリーズにより特許(アメリカ合衆国特許第 2,575,693号)が取得された。アボット・ラボラトリーズは、使用されなくなったことから2004年に承認が取り消されるまで、特許を保持した。

### 治験
1940年代、トリメタジオン（商標名トリジオン）が欠神発作の唯一の治療薬であった。しかし効果はあったものの副作用が強く、同等の効果を持つアナログの探索が始まった。
当時は情報が限られていたが、市場投入前に85人の患者による2年間の治験を行い、トリメタジオンのアナログであるパラメタジオンは、トリメタジオンと同等の発作軽減効果はなかったが、副作用がかなり小さいとの結果が得られた。特に、患者の80%は、パラメタジオンに対し良い応答を示した。

## 化学
パラメタジオンはトリメタジオンと比べ、1つのメチル基がエチル基に置き換わっている。2-ヒドロキシイソブチル酸の代わりに2-ヒドロキシ-2-メチルブチル酸を用いる以外は、完全に同じ方法で合成できる。